# Viginti Columnae
Viginti Columnae fu un emporio romano costruito sulle rive del Ticino nel III secolo a.C. Per quanto sia assodato che la località sia effettivamente esistita grazie a documenti che lo citano in una permuta di terreni (902 d.C.), la sua importanza tende a scemare dopo le invasioni longobarde e a scomparire del tutto dai documenti a favore del vicino borgo di Vigevano, già all'inizio del Basso Medioevo.
La sua posizione rimane uno dei più affascinanti e discussi interrogativi che interessano gli storici locali: alcuni indicano l'attuale abitato di Piccolini ma la maggior parte degli studiosi convergono sulla località della Buccella, più vicina al Ticino. Nel volume Memorie istoriche della città e contado di Vigevano, di Pietro Giorgio Biffignandi Buccella, pubblicato nel 1810, il luogo viene identificato con la frazione di Cascina S. Marco, e vi si afferma che i resti delle colonne del ponte romano sul Ticino che dava il nome alla località sarebbero state ancora in parte visibili nel XVIII secolo. 